# Asplenium blepharophorum
Asplenium blepharophorum är en svartbräkenväxtart som beskrevs av Antonio Bertoloni. Asplenium blepharophorum ingår i släktet Asplenium och familjen Aspleniaceae. Inga underarter finns listade.